# 原価即事実説
原価即事実説（げんかそくじじつせつ）とは、原価の本質を、G→W→G’という資本循環の過程における実際の投下資本額とする考え方である。ここで、G（調達資本）→W（投下資本）→G’（回収資本）という、投下資本の回収課程を見ても分かる通り、期間損益計算の本質が実現収益と歴史的原価の対応計算にあるとみているのである。
これは、原価が会計測定の基礎として意味を持つのは、原価が過去の確定した取引事実を表しているからという立場からである。
原価即事実説と原価即価値説とが共存可能なのは、原価＝価値という仮定が成立する場合であるが、ストックオプションについてはこの仮定が成立しておらず、二つの考え方の対立によって会計処理にゆらぎが生じてしまっている。